# Blntla
Blntla o Balantala (en árabe: بلنتلة‎) es una de las ciudades que aparecen en el pacto de Teodomiro, que fue firmado entre el duque cristiano visigodo Teodomiro y ‘Abd al-‘Aziz el año 713. Se ha vocalizado como Balantala, Baltana, Valentila o Batanala entre otros,  y ha sido relacionada principalmente con Villena y Valencia, pero no hay consenso sobre cómo ha de leerse ni a qué ciudad se refiere.

## Las ciudades del pacto

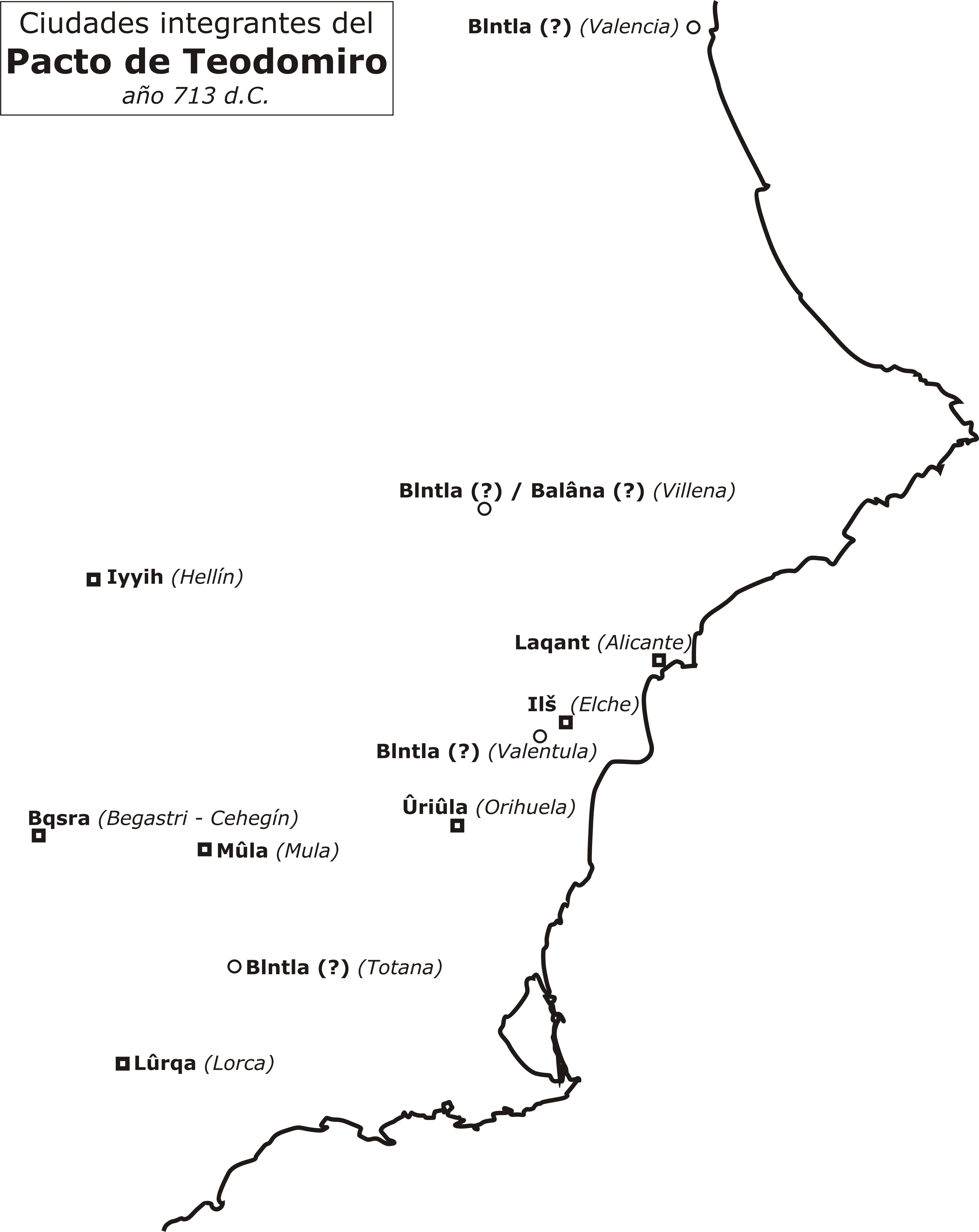
Ciudades integrantes del pacto de Teodomiro, año 713.

El topónimo Blntla aparece en las tres principales versiones del pacto de Teodomiro, la de Al-Udri, la de Al-Dabbi y la de Al-Himyari, que citan las siete principales ciudades del reino en aquella época. Las tres versiones son copias de un original que se perdió, y las tres dan un número de siete ciudades. Cuatro de ellas (Ūriūla, Laqant, Lūrqa y Blnta) aparecen en los tres, y otras 5 (Iyyih, Mūla, Ilŝ, Bqsra y Bilāna) solo en algunos. Estas son las ciudades del pacto:
| Al-'Ūdri | Al-Dabbi | Al-Himyarī |
| -------- | -------- | ---------- |
| Ūriūla   | Ūriwala  | Ūrigūla    |
| Mūla     | Blntla   | Blntla     |
| Lūrqa    | Laqant   | Laqant     |
| Blntla   | Mūla     | Mūla       |
| Laqant   | Bqsra    | Bilāna     |
| Iyih     | Iyyih    | Lūrqa      |
| Ilŝ      | Lūrqa    | Iyyih      |

La mayoría de estas ciudades se han relacionado con bastante seguridad con su topónimo actual. Así Ūriūla es Orihuela, Laqant es Alicante, Lūrqa es Lorca, Mūla es Mula, Ilŝ es Elche, Iyyih es casi con total seguridad Hellín (aunque también se ha relacionado con Ello o Ella, Elda),  y Bqsra es muy seguramente la antigua Begastri, en Cehegín. Por tanto, solo restan sin identificación clara Bilāna y Blntla.

## Interpretaciones

### Villena
Aunque no se han encontrado restos arqueológicos que hagan pensar que hubo una ciudad en el área de Villena en época romana o visigoda, son varios los autores que la han identificado Blntla, ya que la otra opción posible, Valencia, queda, con mucho, fuera de la zona que se atribuye al reino de Teodomiro. No supone ningún impedimento que Villena se escriba con v, ya que el topónimo original fue Bilyāna, que evolucionó a Billena, y cuya grafía fue atraída a partir de los siglos XIV o XV por la palabra «villa». Gaspar Remiro justifica la relación suponiendo una mala lectura de بلنتلة (Blntla) por بليانة (Bilyāna, nombre árabe de Villena a partir del siglo XI), ya que no era raro que en árabe se cometieran errores al copiar los signos diacríticos de palabras poco comunes.
Algunos autores, suponiendo una asimilación distinta para el tópónimo Blntla, han identificado Villena con Bilāna, la otra ciudad no identificada del pacto, que solo aparece en la versión de al-Himyari, del siglo XIV. Domene Verdú lo explica partiendo de que, al ya no existir Begastri en esa época, se sustituyó por Villena, ciudad que sí era importante en el siglo XIV. Sin embargo, según Pocklington es probable que al-Himyari copiara su versión de un texto con lagunas, y Bilāna (en árabe: بلانة‎) sea una mala lectura por fulāna (en árabe: فلالة‎) que significa «alguna».

### Valencia
La ciudad de Valencia no solo tiene importantes restos de época romana y visigoda, sino que Blntla muy fácilmente puede leerse como el diminutivo de tipo latino Valentula (escrito con b dado que la v no existe en árabe). Esta reducción viene de antiguo y ya la menciona Pascual Madoz en su diccionario (1849). Sin embargo, hay dos escollos importantes para esta teoría: el primero, de lógica geopolítica, dado que Valencia queda muy lejos del territorio del pacto, representado con coherencia por las demás ciudades; el segundo, el hecho de que no se citan en el tratado otras ciudades importantes dentro de la zona de influencia valenciana, como Denia, Játiva o Alcira.

### Otras localizaciones
Aunque principalmente se relaciona este topónimo con Villena y Valencia, otros autores lo han relacionado con otros topónimos. Cabe señalar la hipótesis de María José Rubiera, que la sitúa en Valentula, en las cercanías de Elche y la de García Antón, que la sitúa en Totana.